# Малц (компания)
Малцова фабрика е второто предриятие, построено на гара Елин Пелин. Братята Прошек полагат основите на производствения корпус през 1941 г., но строежът се забавя поради войната. Производствената сграда е пусната в експлоатация през декември 1954 г. Официалното откриване е на 3 февруари 1955 г. Първият директор е Димитър Дафов, а главен механик е Лазар Лазаров.
В периода 1956-1958 г. годишното производство достига 3600 тона. През 1963 г. директор става Антон Георгиев и работи до 1966 г. От септември 1966 г. до 1973 г. директор е Дуко Рангелов, а от 1973 г. директор е Христо Паяков.
Сега директор е Христо Паяков, Малинка Кръстева – гл. счетоводител, а Мирчо Петров- механик, Герчо Геров и Николина Кирилова – началник на смени.